# Caralluma nilagiriana
Caralluma nilagiriana là một loài thực vật có hoa trong họ La bố ma. Loài này được Kumari & Subba Rao mô tả khoa học đầu tiên năm 1976.